# Death metal
A death metal, azaz „halál metal” egy extrém metal zenei alműfaj, mely a 80-as évek közepén alakult ki az agresszívebb thrash metalból olyan zenekarok hatására, mint a Slayer, a Celtic Frost vagy a Kreator.

## Műfaji jellemzők
A death metal szembetűnő stíluselemei a mélyebben hangolt gitárokon játszott, erősen torzított, disszonáns gitárriffek  és a mélyhangú hörgés használata a hagyományos énekhang helyett. Utóbbi a zene erőszakos vagy éppen ominózus hatását hivatott erősíteni. A dobmunka általában gyors, intenzív és technikás, gyakori a "d-beat" és "blast beat" alapritmusok folyamatos használata. A death metal zenészek elvetik a hagyományos verzére és refrénre épülő dalszerkezetet, a dalok sokszor fokozatosan bontakoznak ki egy-egy témából, de jellemzőek a hirtelen tempóváltások, és bonyolult ritmusképletek.

## Története és alműfajok

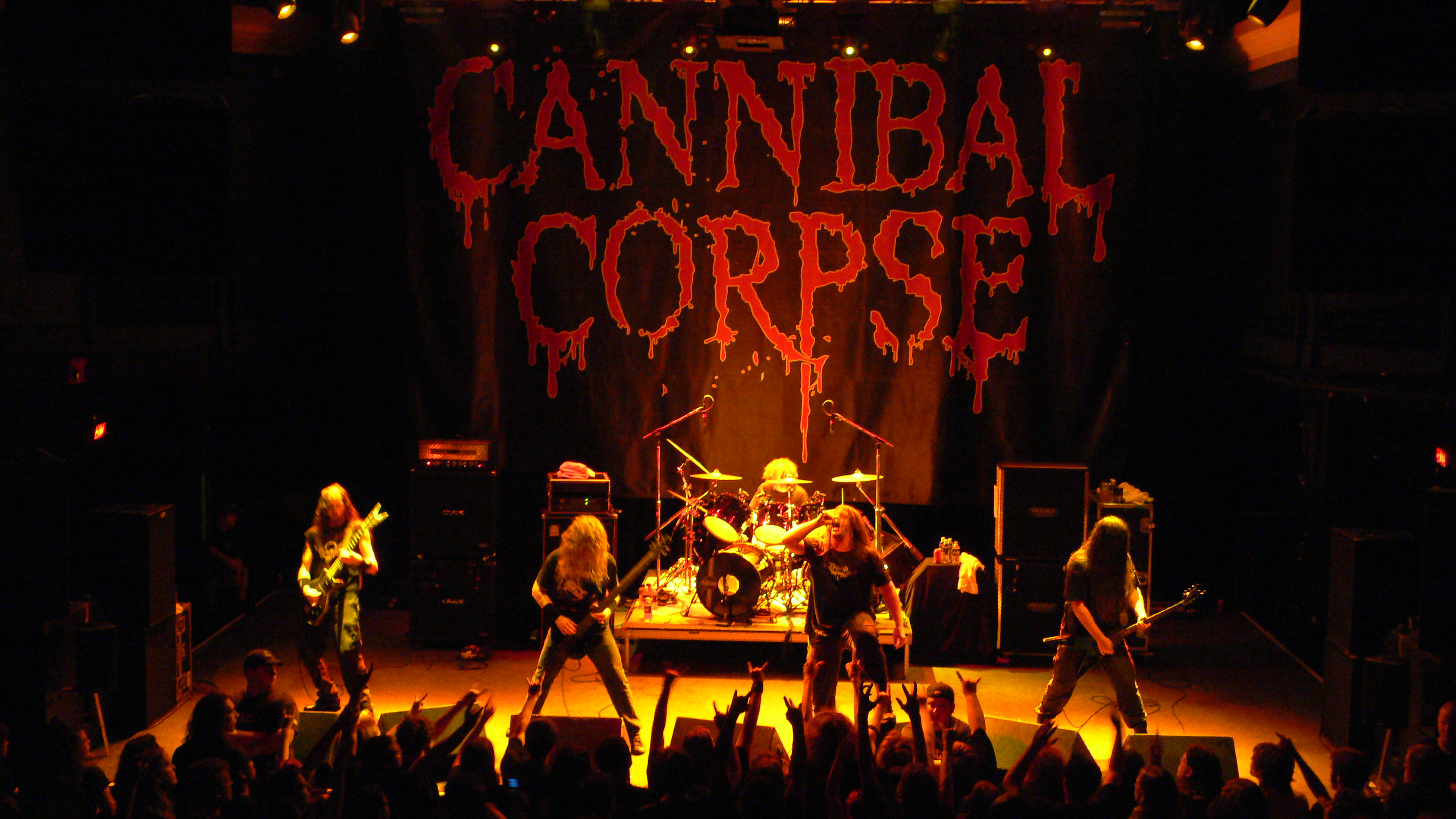
A Cannibal Corpse, az egyik legismertebb death metal zenekar

A műfaj eredete a 80-as évek szélsőségesebb thrash metal együtteseihez köthető. Elnevezésének eredete vitatott. A közvélemény általában az amerikai Death zenekarhoz köti, mely a műfaj egyik legnagyobb hatású korai képviselője, valószínűbb azonban, hogy az első death metal együttesként számontartott Possessed 1984-ben kiadott „Death Metal” című demójától ered a név.
A '80-as évek második felében a műfaj rohamosan terjedni kezdett az USA-ban és nemsokára Svédországban is. A két országban azonban a death metal két különböző verziója alakult ki. A svéd irányzat képviselői dallamcentrikusabbak, jobban érezhetők a zenében a heavy metal gyökerek. Az amerikai irányzat brutálisabb és általában technikásabb is. Az amerikai színtér is több jól elkülöníthető alszíntérre oszlik, ezek közül a legjelentősebb a floridai és a New York-i. A svéd stílusú death metal jelentős képviselői közé tartozik a Dismember, a Grave, az Unleashed, a Necrophobic, továbbá korai albumain az Entombed. Az amerikai death metal klasszikusai között említhető a Morbid Angel, a Suffocation, a Deicide, a Nile, az Obituary, a Dying Fetus, az Immolation, a Malevolent Creation, a Cannibal Corpse és a Krisiun (brazil).
A svéd és az amerikai iskolán kívül sajátos kisebb színterek is létrejöttek, amelyek egyik irányzathoz sem köthetők egyértelműen. Így például az angol death metal számos képviselője részesíti előnyben a középtempós, monoton, de a svéd zenekarokhoz képest kevésbé dallamos dalokat (például Benediction, Bolt Thrower). A lengyel death metal együttesek pedig gyakran az amerikai irányzat brutalitását kombinálják a svédek thrashes hatásaival, dallamaival (Vader, Dies Irae, újabb Behemoth)
A death metal különösen agresszív változatai közé tartozik a brutal death metal és a deathgrind. Ismertebb zenekar a leegyszerűsített, agresszív szövegeiről híres Cannibal Corpse, de a szélsőségesebb vonalhoz tartozik az amerikai brutal death metalt játszó Disgorge és a deathgrind Exhumed zenekar is. Utóbbi zeneileg a grindcore és a death metal ötvözete.
A death metal egy vadhajtásaként alakult ki a '90-es évek elején a technikás, sajátos dalszerkezetekkel, számos más műfaji hatást (progresszív rock, jazz stb.) alkalmazó progresszív death metal. Ide tartozik a későbbi albumai alapján a Death, az Atheist, a Cynic és a Pestilence. Progresszív death metalként szokták címkézni az előbbi zenekaroktól eltérő Opethet is, melyet lényegében csak a hörgés használata köt a műfajhoz.
A svéd death metal és más dallamosabb műfajok keveredésével jött létre a '90-es évek első felében a dallamos death metal (első fontosabb képviselői: kései At The Gates, Dark Tranquillity, In Flames, kései Carcass). A dallamos death metal zeneileg csak lazán kapcsolódik az eredeti death metalhoz, a durva énekhangon, és a lejjebb hangolt gitárokon kívül nem sok rokonságot mutat azzal.
A death metal ma már lényegében az összes elképzelhető metal műfajjal, és bizonyos nem metal műfajokkal is keveredett, így a rengeteg változat miatt egyre nehezebb meghatározni, mi tekinthető tisztán death metalnak és mi nem.

## Fordítás
Ez a szócikk részben vagy egészben  a   Death metal című angol Wikipédia-szócikk fordításán alapul.  Az eredeti cikk szerkesztőit annak laptörténete sorolja fel. Ez a jelzés csupán a megfogalmazás eredetét és a szerzői jogokat jelzi, nem szolgál a cikkben szereplő információk forrásmegjelöléseként.